# Androcymbium roseum
Androcymbium roseum är en tidlöseväxtart som beskrevs av Adolf Engler. Androcymbium roseum ingår i släktet Androcymbium och familjen tidlöseväxter.

## Underarter
Arten delas in i följande underarter:
- A. r. albiflorum
- A. r. roseum